# عملات أغسطس

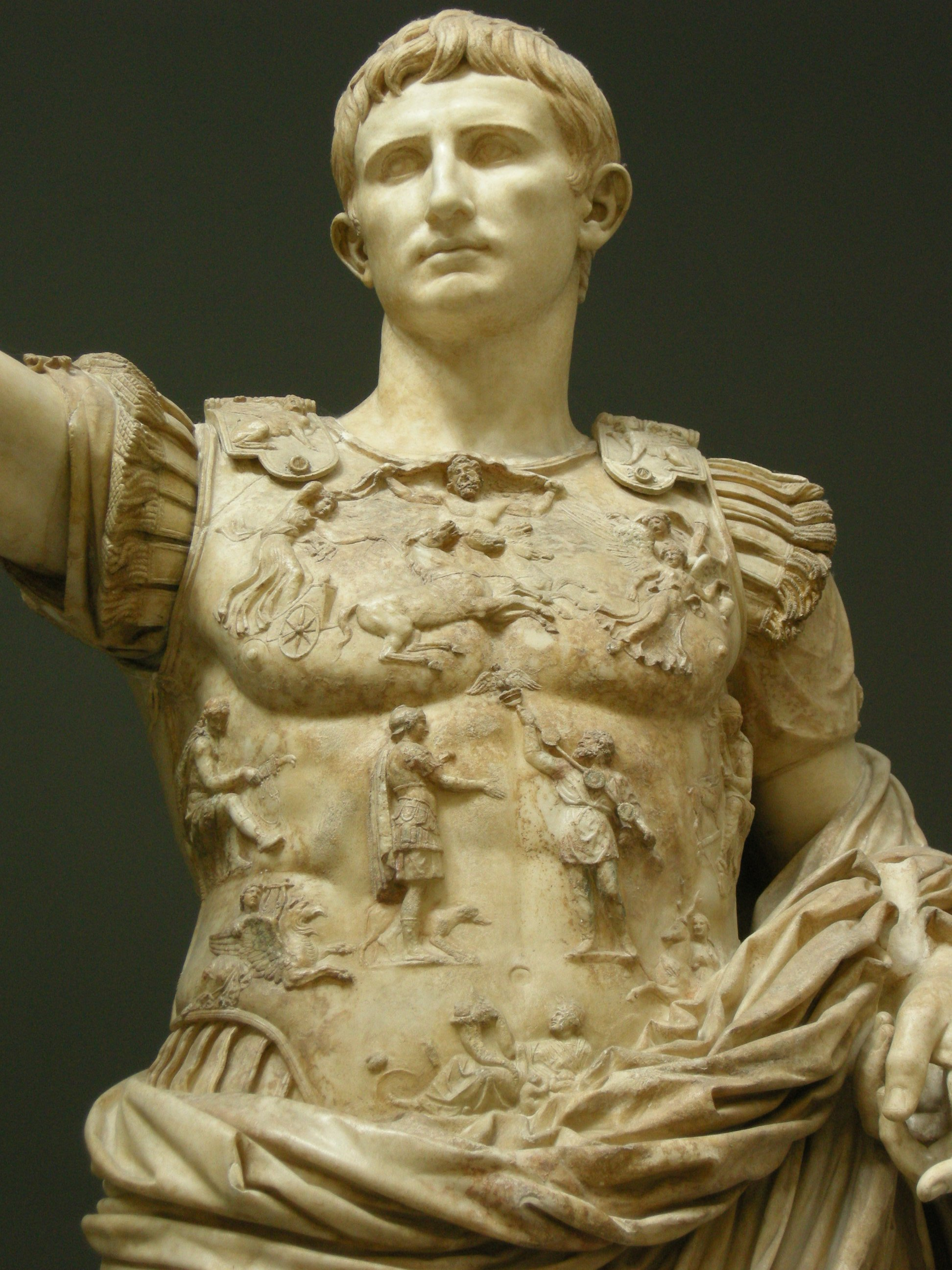
تمثال أغسطس

عملات أغسطس عبارة عن عملات معدنية تابعة للإمبراطورية الرومانية سُكت في عهد أغسطس. وفقًا لكتالوج العملات الإمبراطورية الرومانية، منذ معركة أكتيوم في عام 31 قبل الميلاد، عند تعزيز السلطة بالكامل تحت حكم أغسطس، حتى وفاته في عام 14 بعد الميلاد، صدر 550 نوعًا مختلفًا من العملات المعدنية من فئات مختلفة.
خلال عهد أغسطس، نُفذت سلسلة من التدابير المعروفة بالإصلاح النقدي. أسست الإمبراطورية الرومانية نظامًا حيث شكل الذهب الذهبي والديناريوم الفضي الأساس لنظام نقدي ثنائي المعدن. تُطابق القيمة الجوهرية للعملات الفضية والذهبية قيمتها الإسمية. العملات المعدنية المصنوعة من المعادن الأساسية عبارة عن عملات ورقية، هذا يعني أن قيمتها لم تكن تُتحدد بناءً على محتوى المعدن ولكن من خلال التشريعات الحكومية. السمة المميزة للنظام النقدي هي التعايش بين العملات الإمبراطورية والإقليمية. يخضع إصدار العملات الإمبراطورية لسيطرة الدولة أو الأفراد المخولين من قِبل الإمبراطور بشكل مباشر، في حين كانت العملات الإقليمية تصدر من قِبل السلطات المحلية تحت إشراف الحكام الرومان.
في حين معايير الوزن متسقة، فإن تصميمات العملات المعدنية لم تكن موحدة. أدى هذا إلى إنشاء مئات الأنواع من العملات المعدنية عبر فئات مختلفة، مع صور متفاوتة. تُستخدم هذه العملات المعدنية في كثير من الأحيان كأداة للدعاية. إن تداولها النشط، ومرورها بين أيادي كثيرة، إلى جانب قيمتها ومتانتها النسبية، جعلها وسيلة فعالة لنشر آراء الحاكم، أفكاره، وعظمته.
لا تتضمن هذه المقالة معلومات عن العملات المعدنية التي تحمل صورة أغسطس والتي سُكت في عهد يوليوس قيصر أو خلفائه.

## تنظيم سك العملات

### السيطرة على إصدار العملات المعدنية
منذ عهد الجمهورية الرومانية، مجلس الشيوخ هو المسؤول عن سك العملة. إدارة العملية من قِبل مجلس مكون من ثلاثة من أصحاب الأموال، وهم عادةً من الأرستقراطيين الشباب، والمعروفين باسم triumviri auro, argento, aere flando feriundo ("ثلاثة رجال لصب وضرب الذهب، الفضة، النحاس، والبرونز"). في اللغة الشائعة، يُطلق عليهم اسم tres viri monetales، تُرجمت بشكل فضفاض من اللاتينية إلى "ثلاثة رجال نقديين". في عام 44 قبل الميلاد، في عهد يوليوس قيصر، زاد عددهم إلى أربعة. قلصهم أغسطس إلى ثلاثة. في بعض الحالات، يمكن لمجلس الشيوخ تفويض السيطرة على سك العملة إلى قضاة آخرين، مثل الكورول أو القضاة أو المحققين من عامة الناس.
أثناء الحملات العسكرية، القادة قادرين على الإشراف على سك العملات المعدنية. هذه الممارسة مبررة وتخدم مصالح الدولة. يستولي القادة في كثير من الأحيان على كنوز العدو، ويتطلب إمداد الفيالق أثناء الحرب أموالاً. كان لقب "الإمبراطور" في هذا الوقت بمثابة وسام عسكري فخري، يُمنح للإنجازات العسكرية الاستثنائية. تُعرف هذه الإصدارات باسم "العملات الإمبراطورية" أو "الإصدارات العسكرية". خلال الحروب الأهلية في أواخر القرن الأول قبل الميلاد، أصبحت هذه هي السائدة. غُير التنظيم التقليدي للعملة النقدية بسبب رغبة القادة في السيطرة على إصدار النقود. استبدل قيصر أصحاب الأموال الأرستقراطيين برجاله المحررين.

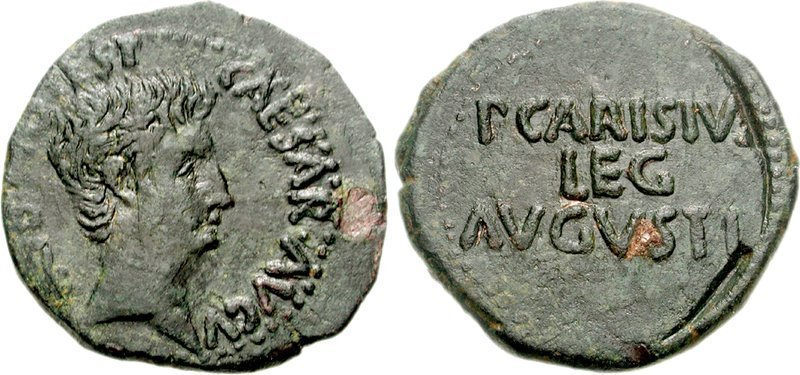
إمبراطوري كما هو الحال مع اسم تيتوس بوبليوس كاريسيوس

بعد وفاة قيصر، تعايشت العملات الإمبراطورية والسناتورية. وبعد هزيمة مارك أنطوني في عام 31 قبل الميلاد في معركة أكتيوم وتوحيد السلطة تحت حاكم واحد، أصبح كلا النوعين من العملات "إمبراطوريين". بعد وصول أغسطس إلى السلطة، نَفذ تدابير أدت إلى مركزية السيطرة على إصدار العملات الفضية والذهبية بشكل فعال. وذلك بشكل تدريجي والتزاما بالإجراءات القانونية. خلال الحروب الأهلية، عملات أغسطس من بين العديد من العملات التي أصدرها العديد من الشخصيات العسكرية والسياسية. بعد انتهاء الحروب الأهلية في عام 27 قبل الميلاد، نقل أغسطس حقوق سك العملة إلى مجلس الشيوخ. في عام 25 قبل الميلاد، ومن خلال مبعوثه تيتوس بوبليوس كاريسيوس، الذي يشن حربًا ضد قبائل كانتابري وأستورياس في شمال إسبانيا، تمكن أغسطس من السيطرة على إصدار العملات الفضية في الإمبراطورية الغربية. انشأ دار سك العملة في مستعمرة إيميريتا، الواقعة في ميريدا الحالية. أنتجت هذه الدار عملات ديناري وكويناري فضية، بالإضافة إلى عملات نحاسية ودوبوندي، تحمل صورة أغسطس واسم كاريسيوس.
في عهد أغسطس، قُسمت مقاطعات الإمبراطورية إلى مقاطعات مجلس الشيوخ والمقاطعات الإمبراطورية. عُين مجلس الشيوخ حكامًا للأولى، في حين عُين الإمبراطور حكامًا للثانية. وباستخدام سلطته الإمبراطورية، أنشأ أغسطس دور سك النقود في المقاطعات التي يسيطر عليها مبعوثوه، حيث تنتج العملات الذهبية والفضية. لتجنب تقويض سلطة مجلس الشيوخ، امتنع أغسطس عن إصدار عملات "إمبراطورية" في روما.

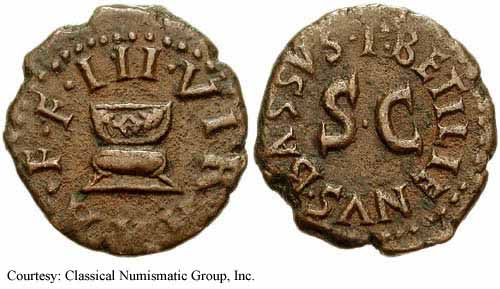
المربعات من عام 4 قبل الميلاد مع الاختصار "SC"

انشأ أكبر دار سك العملة الإمبراطورية في لوغدونوم (ليون الحديثة) في عام 15 قبل الميلاد أثناء زيارة أغسطس إلى بلاد الغال. اختير الموقع بشكل استراتيجي، حيث أن المنطقة غنية بالمعادن الثمينة. في هذه المقاطعة الإمبراطورية، كان بإمكان أغسطس إصدار العملات المعدنية دون موافقة مجلس الشيوخ. في عام 12 قبل الميلاد، اغلقت دار سك العملة في روما لفترة وجيزة، وأصبحت لوغدونوم دار السك الرئيسية للعملات الذهبية والفضية. في عام 9 قبل الميلاد، أُعيد فتح دار سك العملة في روما، ولكن لإصدار العملات المعدنية الأساسية فقط، وهو القرار الذي كان مدفوعًا بالكفاءة الاقتصادية والحاجة إلى تقليل الانتهاكات، حيث نقل العملات المعدنية ذات الفئات الصغيرة من لوغدونوم البعيدة أمرًا صعبًا.
في عام 4 قبل الميلاد، ظهر اسم الصراف للمرة الأخيرة على مربع نحاسي. أدى هذا إلى إزالة العنصر الجمهوري في تصميم العملة. احتفظت العملات النحاسية بالاختصار "SC" (Senatus Consulto )، مما يُشير إلى إصدارها بموافقة مجلس الشيوخ. ومع ذلك، وكما لاحظ المؤرخ إم جي أبرامزون، كان هذا "أكثر بقليل من مجرد واجهة لإخفاء استبداد أغسطس والأباطرة اللاحقين".

### عمليات در سك العملة
المعلومات المتعلقة بهيكلية وعمل دور سك العملة الرومانية مستمدة من النقوش التي تعود إلى عهد تراجان (98-117م). كان وزير المالية ( العقلاني) مسؤولاً عن دور سك العملة الإمبراطورية، والمشرفون على دور سك العملة يُقدمون تقاريرهم إليه. تدار العمليات الفنية من قِبل مسؤول مرؤوس، بعنوان الدقيق أوري، أرجنتي إيريس مانسيب أوفيسيناروم إيراريوم كوينكي، البند فراتوراريا أرجينتاريا. يشمل موظفو دار السك على النقاشين (signatores)، المصهرين (flaturarii)، صانعي الأكياس الفارغة (supposstores)، المطارقين (malleatores)، المعدلين (aequatores)، المحللين (nummularii)، وأمناء الصندوق (dispensatores). يمكن الاستعانة بمصادر خارجية لبعض مراحل الإنتاج. يخضع الهيكل بأكمله في نهاية المطاف للإمبراطور، الذي كان بإمكانه طلب تصميمات محددة، والموافقة على عينات تجريبية للإنتاج الضخم أو رفضها.
بالنسبة لدار سك العملة التابعة لمجلس الشيوخ، كانت هيئة من الممولين المعتمدين من مجلس الشيوخ مسؤولة عن الإصدار. من المرجح أن الجوانب الفنية للإنتاج كانت مماثلة لتلك الموجودة في دور سك العملة الإمبراطورية.

### الاختلافات في الإصدار والمظهر مقارنة بالعملات الجمهورية
بعد فتوحات قيصر وأغسطس، أصبحت الإمبراطورية الرومانية دولة واسعة وفقًا للمعايير القديمة. للحفاظ على تداول النقود، كان من الضروري إنتاج كميات كبيرة من العملات المعدنية، الأمر الذي تطلب تحسينات في عمليات سك العملة. ومن الجدير بالذكر استبدلت قوالب الحديد بقوالب حديدية صلبة، مما أدى إلى زيادة إنتاج الديناري والأوري الموحدين. العملات المعدنية من عصر أغسطس مسطحة وموحدة الشكل، تتميز غالبًا بحافة منقطة أو (أقل شيوعًا) حافة متصلة تحيط بالتصميم المركزي.

## عملات أغسطس خلال الحروب الأهلية

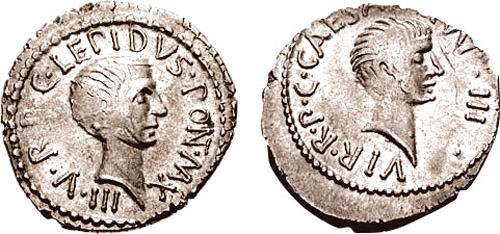
ديناريوس مع صور أغسطس وماركوس أميليوس ليبيدوس ، 42 قبل الميلاد

منذ عام 150 قبل الميلاد، وبعد اغتيال والده بالتبني يوليوس قيصر، ظهر أغسطس كشخصية سياسية مستقلة. في عام 43 قبل الميلاد، كجزء من الثلاثية الثانية مع ماركوس أنطوني وماركوس أميليوس ليبيدوس، حصل على إذن من مجلس الشيوخ لسك العملات المعدنية بشكل مستقل. خلال هذه الفترة من الحرب الأهلية، سكت شخصيات عسكرية وسياسية مختلفة العملات المعدنية، غالبًا ما تستخدم دور سك النقود المتنقلة دون موافقة مجلس الشيوخ. إصدارات العملات المعدنية التي أصدرها أغسطس قبل الإمبراطورية غير منتظمة. يُحدد المؤرخ إم جي أبرامزون أربع سلاسل من عملات أغسطس من هذه الفترة:
- تحت سيطرة مجلس الشيوخ في روما، 39-36 قبل الميلاد
- القضايا العسكرية في بلاد الغال، 42-32 قبل الميلاد
- القضايا الإقليمية في بلاد الغال، 40-28 قبل الميلاد
- القضايا العسكرية في أفريقيا، 31-29 قبل الميلاد

يُصنف مؤلفو العملات الإمبراطورية الرومانية الإصدارات الأفريقية على أنها عملات إمبراطورية.
في عام 42 قبل الميلاد، تأله يوليوس قيصر، مما جعل أغسطس "ديفي فيليوس" ("ابن الإله"). تُشير معظم العملات المعدنية التي تعود إلى ما قبل الإمبراطورية لأغسطس إلى ارتباطه بأبيه "الإلهي". كان لدى أوراي والديناريين أشكال مختلفة من لقبه "IMP CAESAR DIVI FILIO"، الذي يعني "الإمبراطور قيصر، ابن الإلهي". صدرت عملات معدنية تحمل صورتي يوليوس قيصر وأغسطس، إما معًا أو على الجانبين المتقابلين.
ومن بين العملات الإمبراطورية الغالية، هناك عملة فيلق مخصصة للفيلق الغالي السادس عشر. يَظهر على الوجه صورة أغسطس ملتحيًا، بينما يظهر على الوجه الآخر رمز أسد الفيلق ونقش "LEG. XVI". يعتقد بعض الباحثين أنها سُكّت في بلاد الغال، بينما يعتقد آخرون أنها سُكت في أفريقيا.

## الوحدات النقدية الرومانية في عهد أغسطس
بعد أن عزز أغسطس السلطة العليا في الإمبراطورية الرومانية، انشأ نظام نقدي متماسك بنسب ثابتة ومعايير وزن للعملات الإمبراطورية. من جنيه روماني واحد (327.45 غرام) من الذهب، سك 42 أوري، كل منها بقيمة 25 ديناري فضي. سك الديناري بسعر 84 دينارًا للرطل. صدر نصف فئات كويناري ذهبية وفضية بشكل متقطع. صُنعت العملات المعدنية من معادن ثمينة عالية النقاء. كانت العملات المعدنية الأساسية، مثل السسترتيوس والدوبونديوس، مصنوعة من النحاس (أوريكالكوم، أو "النحاس الأصفر")، في حين كانت العملات المعدنية من النوع as، السيميس، والكوادران مصنوعة من النحاس الخالص. احتفظ أغسطس إلى حد كبير بالوحدات النقدية الجمهورية وقيمها النسبية. في عهده، أصبح الذهب عملة إمبراطورية عالمية، وقيمته ثابتة من قِبل الدولة وليس سعر الذهب في السوق.
نسب محتوى المعدن للعملات المعدنية ذات القيمة المكافئة على النحو التالي:
- الذهب إلى الفضة: 1 إلى 12.5 (قطعة ذهبية واحدة تزن أقل بمقدار 12.5 مرة من 25 ديناري فضية من نفس القيمة)؛
- من الفضة إلى النحاس: 1 إلى 28؛
- النحاس إلى النحاس: 28 إلى 45.

النظام النقدي الذي تأسس في عهد أغسطس ثنائي المعدن بشكل أساسي. القيمة الجوهرية للعملات الفضية والذهبية تطابق قيمتها الإسمية. ظلت العملات المعدنية الأساسية ورقية، حيث حُددت قيمتها من خلال قوانين الدولة. بعد الإصلاح النقدي من قِبل أغسطس، أصبح السسترتيوس هو وحدة الحساب، المستخدمة للتعبير عن المبالغ الكبيرة. في Res Gestae Divi Augusti وسيرة Suetonius لأغسطس، عُبير عن جميع النفقات والمدفوعات والمكافآت بالسيسترتي.
يوضح الجدول التالي العلاقات بين الوحدات النقدية الرئيسية بعد إصلاح أغسطس:
| القيمة الاسمية بـ ديناري | القيمة الاسمية بـ سيستيرتيوس | القيمة الاسمية بـ آس | العملة         | المعدن            | الوزن (غرام) |
| ------------------------ | ---------------------------- | -------------------- | -------------- | ----------------- | ------------ |
| 25                       | 100                          | 400                  | أوريوس         | ذهب               | ~7.85        |
| 12½                      | 50                           | 200                  | كويناريوس ذهبي | ذهب               | ~3.92        |
| 1                        | 4                            | 16                   | ديناريوس       | فضة               | ~3.79        |
| ½                        | 2                            | 8                    | كويناريوس فضي  | فضة               | ~1.79        |
| ¼                        | 1                            | 4                    | سيستيرتيوس     | نحاس أصفر (برونز) | ~25          |
| 1⁄8                      | ½                            | 2                    | دوبونديوس      | نحاس أصفر (برونز) | ~12.5        |
| 1⁄16                     | ¼                            | 1                    | آس             | نحاس              | ~11          |
| 1⁄32                     | 1⁄8                          | ½                    | سِميس           | نحاس              | ~4.6         |
| 1⁄64                     | 1⁄16                         | ¼                    | كوادرانس       | نحاس              |              |

## دار سك النقود الإمبراطورية
بعد هزيمة قوات مارك أنطونيو وغزو مصر، أصبح أغسطس الحاكم الوحيد لإمبراطورية شاسعة. منذ عام 30 قبل الميلاد وحتى وفاته، سُكت العملات الإمبراطورية الرومانية في دور سك العملة في حوالي 20 مدينة. تظل مواقع بعض دور السك مجهولة (انظر الجدول 2).
| الموقع                                        | السنوات                      | الفئات النقدية | عدد أنواع العملات      | أرقام الكتالوج في "العملات الإمبراطورية الرومانية"                                                                                            |
| --------------------------------------------- | ---------------------------- | -------------- | ---------------------- | --- |
| عاصمة لوسيتانيا إميريتا أوغوستا (حالياً مريدا) | 25–23 (أو 24–22) قبل الميلاد | كويناريوس      | 1                      | 1 |
| عاصمة لوسيتانيا إميريتا أوغوستا (حالياً مريدا) | 25–23 (أو 24–22) قبل الميلاد | ديناريوس       | 9                      | 2—10 |
| عاصمة لوسيتانيا إميريتا أوغوستا (حالياً مريدا) | 25–23 (أو 24–22) قبل الميلاد | دوبونديوس      | 1                      | 11 |
| عاصمة لوسيتانيا إميريتا أوغوستا (حالياً مريدا) | 25–23 (أو 24–22) قبل الميلاد | آس             | 14                     | 12—25 |
| مستعمرة قيصر أوغوستا (حالياً سرقسطة)           | 19–18 قبل الميلاد            | أوريوس         | 7                      | 26—32 |
| مستعمرة قيصر أوغوستا (حالياً سرقسطة)           | 19–18 قبل الميلاد            | ديناريوس       | 17                     | 33—49 |
| مستعمرة باتريشيا (حالياً قرطبة)                | 20–19 قبل الميلاد            | أوريوس         | 4                      | 50, 52, 53, 55 |
| مستعمرة باتريشيا (حالياً قرطبة)                | 20–19 قبل الميلاد            | ديناريوس       | 5                      | 51, 54, 56—58 |
| مستعمرة باتريشيا (حالياً قرطبة)                | 19 قبل الميلاد               | أوريوس         | 15                     | 59—63, 66, 68, 73, 76, 78, 80, 85, 88, 90, 91                                                                                                 |
| مستعمرة باتريشيا (حالياً قرطبة)                | 19 قبل الميلاد               | ديناريوس       | 22                     | 64, 65, 67, 69—72, 74, 75, 77, 79, 81—84, 86, 87, 89, 92—95                                                                                   |
| مستعمرة باتريشيا (حالياً قرطبة)                | 18 قبل الميلاد               | أوريوس         | 8                      | 104, 107, 109, 111, 112, 114, 116, 118 |
| مستعمرة باتريشيا (حالياً قرطبة)                | 18 قبل الميلاد               | ديناريوس       | 17                     | 96—103, 105, 106, 108, 110, 113, 115, 117, 119, 120                                                                                           |
| مستعمرة باتريشيا (حالياً قرطبة)                | 18–17/16 قبل الميلاد         | أوريوس         | 10                     | 125, 127, 129, 131, 133, 135, 138, 140, 141, 143                                                                                              |
| مستعمرة باتريشيا (حالياً قرطبة)                | 18–17/16 قبل الميلاد         | كويناريوس ذهبي | 3                      | 121—123 |
| مستعمرة باتريشيا (حالياً قرطبة)                | 18–17/16 قبل الميلاد         | ديناريوس       | 17                     | 124, 126, 128, 130, 132, 134, 136, 137, 139, 142, 144—146, 148, 150, 152, 153                                                                 |
| نيم                                           | 20–10 قبل الميلاد            | دوبونديوس      | 1                      | 154 |
| نيم                                           | 20–10 قبل الميلاد            | آس             | 3                      | 155—157 |
| نيم                                           | 10 قبل الميلاد–10 ميلادي     | آس             | 1                      | 158 |
| نيم                                           | 10–14 ميلادي                 | آس             | 3                      | 159—161 |
| لودونوم (حالياً ليون)                          | 15–13 قبل الميلاد            | أوريوس         | 6                      | 163, 164, 166, 168, 170, 172 |
| لودونوم (حالياً ليون)                          | 15–13 قبل الميلاد            | ديناريوس       | 6                      | 162, 165, 167, 169, 171, 173 |
| لودونوم (حالياً ليون)                          | 12 قبل الميلاد               | ديناريوس       | 2                      | 174, 175 |
| لودونوم (حالياً ليون)                          | 11–10 قبل الميلاد            | أوريوس         | 10                     | 176, 177, 179, 181, 186, 188, 190, 192, 194, 196                                                                                              |
| لودونوم (حالياً ليون)                          | 11–10 قبل الميلاد            | كويناريوس ذهبي | 2                      | 184, 185 |
| لودونوم (حالياً ليون)                          | 11–10 قبل الميلاد            | ديناريوس       | 10                     | 178, 180, 182, 183, 187, 189, 191, 193, 195, 197                                                                                              |
| لودونوم (حالياً ليون)                          | 8–7 قبل الميلاد              | أوريوس         | 2                      | 198, 200 |
| لودونوم (حالياً ليون)                          | 8–7 قبل الميلاد              | كويناريوس ذهبي | 1                      | 202 |
| لودونوم (حالياً ليون)                          | 8–7 قبل الميلاد              | ديناريوس       | 2                      | 199, 201 |
| لودونوم (حالياً ليون)                          | 7–6 قبل الميلاد              | أوريوس رباعي   | 2                      | 204, 205 |
| لودونوم (حالياً ليون)                          | 7–6 قبل الميلاد              | أوريوس         | 2                      | 206, 209 |
| لودونوم (حالياً ليون)                          | 7–6 قبل الميلاد              | كويناريوس ذهبي | 3                      | 213—215 |
| لودونوم (حالياً ليون)                          | 7–6 قبل الميلاد              | ديناريوس       | 5                      | 207, 208, 210—212 |
| لودونوم (حالياً ليون)                          | 6–9 ميلادي                   | كويناريوس ذهبي | 3                      | 216—218 |
| لودونوم (حالياً ليون)                          | 13–14 ميلادي                 | أوريوس         | 4                      | 219, 221, 223, 225 |
| لودونوم (حالياً ليون)                          | 13–14 ميلادي                 | ديناريوس       | 4                      | 220, 222, 224, 226 |
| لودونوم (حالياً ليون)                          | 15–10 قبل الميلاد            | سيسترس         | 1                      | 229 |
| لودونوم (حالياً ليون)                          | 15–10 قبل الميلاد            | آس             | 1                      | 230 |
| لودونوم (حالياً ليون)                          | 15–10 قبل الميلاد            | كوادرانس       | 2                      | 227, 228 |
| لودونوم (حالياً ليون)                          | 10–14 ميلادي                 | سيسترس         | 5                      | 231, 240, 241, 247, 248 |
| لودونوم (حالياً ليون)                          | 10–14 ميلادي                 | دوبونديوس      | 4                      | 232, 235, 236, 244 |
| لودونوم (حالياً ليون)                          | 10–14 ميلادي                 | آس             | 5                      | 233, 237, 238, 242, 245 |
| لودونوم (حالياً ليون)                          | 10–14 ميلادي                 | سيميس          | 4                      | 234, 239, 243, 246 |
| أوغوستا تريفيروروم (حالياً ترير)               | النصف الثاني من حكم أغسطس    | كوادرانس       | 1                      | 249 |
| روما وبرينديزي (غير محدد أين صُكّت كل عملة)     | 32–29 قبل الميلاد            | أوريوس         | 5                      | 258—262 |
| روما وبرينديزي (غير محدد أين صُكّت كل عملة)     | 32–29 قبل الميلاد            | ديناريوس       | 9                      | 250—257, 263 |
| روما وبرينديزي (غير محدد أين صُكّت كل عملة)     | 32–29 قبل الميلاد            | أوريوس         | 3                      | 268, 273, 277 |
| روما وبرينديزي (غير محدد أين صُكّت كل عملة)     | 32–29 قبل الميلاد            | كويناريوس      | 1                      | 276 |
| روما وبرينديزي (غير محدد أين صُكّت كل عملة)     | 32–29 قبل الميلاد            | ديناريوس       | 9                      | 264—267, 269—272, 274, 275 |
| روما                                          | 19–12 قبل الميلاد            | أوريوس         | 20                     | 278, 279, 285, 286, 293, 298, 302, 308, 312, 316, 321, 337, 339, 350, 369, 402, 409, 411, 413, 419                                            |
| روما                                          | 19–12 قبل الميلاد            | ديناريوس       | 74                     | 280—284, 287—292, 294—297, 299—301, 303—307, 309—311, 313—315, 317—320, 322, 338, 340, 343, 344, 351—368, 397—401, 403—408, 410, 412, 414—418 |
| روما                                          | 19–12 قبل الميلاد            | سيسترس         | 15                     | 323, 325, 327—330, 341, 345, 348, 370, 374, 377, 380, 383, 387                                                                                |
| روما                                          | 19–12 قبل الميلاد            | دوبونديوس      | 19                     | 324, 326, 331—336, 342, 346, 347, 349, 371, 372, 375, 378, 381, 384, 388                                                                      |
| روما                                          | 19–12 قبل الميلاد            | آس             | 14                     | 373, 376, 379, 382, 385, 386, 389—396 |
| روما                                          | 9–4 قبل الميلاد              | دوبونديوس      | 5                      | 426, 429, 430, 433, 434 |
| روما                                          | 9–4 قبل الميلاد              | آس             | 12                     | 427, 428, 431, 432, 435—442 |
| روما                                          | 9–4 قبل الميلاد              | كوادرانس       | 32                     | 420—425, 443—468 |
| روما                                          | 10–12 ميلادي                 | آس             | 3                      | 469—471 |
| دار سك غير معروفة في شمال بيلوبونيز           | 21 قبل الميلاد               | كويناريوس      | 1                      | 474 |
| دار سك غير معروفة في شمال بيلوبونيز           | 21 قبل الميلاد               | ديناريوس       | 2                      | 472, 473 |
| ساموس                                         | 21–20 قبل الميلاد            | ديناريوس       | 1                      | 475 |
| أفسس                                          | 28–20 قبل الميلاد            | سيستوفوروس     | 7                      | 476—482 |
| أفسس                                          | 28–20 قبل الميلاد            | سيسترس         | 2                      | 483—484 |
| أفسس                                          | 28–20 قبل الميلاد            | آس             | 2                      | 485—486 |
| برغامون                                       | 27–26 قبل الميلاد            | سيستوفوروس     | 7                      | 487—494 |
| برغامون                                       | 28–15 قبل الميلاد            | سيسترس         | 2                      | 496, 501 |
| برغامون                                       | 28–15 قبل الميلاد            | دوبونديوس      | 3                      | 497, 499, 502 |
| برغامون                                       | 28–15 قبل الميلاد            | آس             | 4                      | 495, 500, 503, 504 |
| برغامون                                       | 28–15 قبل الميلاد            | سيميس          | 1                      | 498 |
| برغامون                                       | 19–18 قبل الميلاد            | سيستوفوروس     | 6                      | 505—510 |
| برغامون                                       | 19–18 قبل الميلاد            | أوريوس         | 6                      | 511—514, 521, 522 |
| برغامون                                       | 19–18 قبل الميلاد            | ديناريوس       | 10                     | 515—520, 523—526 |
| أنطاكية                                       | بعد 23 قبل الميلاد           | آس             | 1                      | 528 |
| أنطاكية                                       | بعد 23 قبل الميلاد           | سيميس          | 2                      | 529, 530 |
| مدينة غير معروفة في سيرينايكا                 | 31–29 قبل الميلاد            | أوريوس         | 1                      | 533 |
| مدينة غير معروفة في سيرينايكا                 | 31–29 قبل الميلاد            | ديناريوس       | 3                      | 531, 534, 535 |
| مدينة غير معروفة في سيرينايكا                 | 31–29 قبل الميلاد            | كويناريوس      | 1                      | 532 |
| دور سك بمواقع غير معروفة                      |                              | سيستوفوروس     | 1                      | 527 |
| دور سك بمواقع غير معروفة                      | أوريوس رباعي                 | 1              | 546                    | |
| دور سك بمواقع غير معروفة                      | أوريوس                       | 5              | 536—539, 544           | |
| دور سك بمواقع غير معروفة                      | ديناريوس                     | 7              | 540—543, 545, 547, 548 | |
| دور سك بمواقع غير معروفة                      | سيسترس                       | 1              | 549                    | |
| دور سك بمواقع غير معروفة                      | دوبونديوس                    | 1              | 550                    | |

## عملات أغسطس كأداة للدعاية السياسية

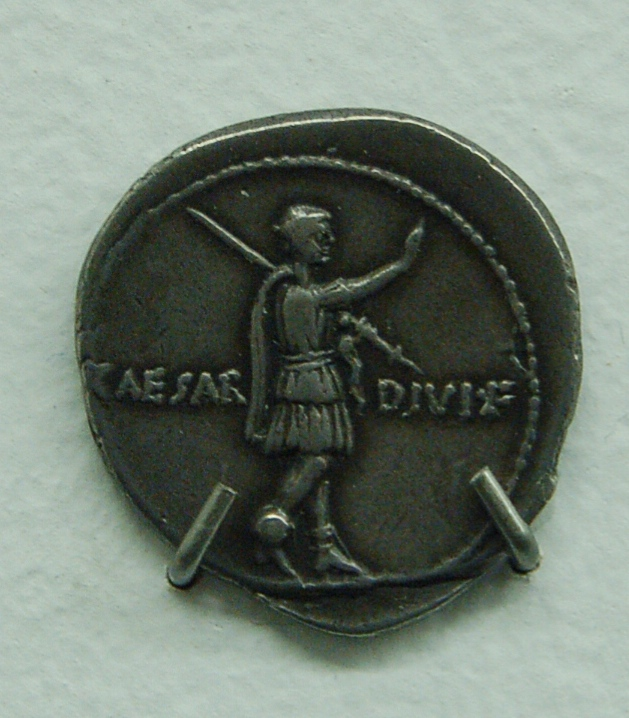
أغسطس كجندي

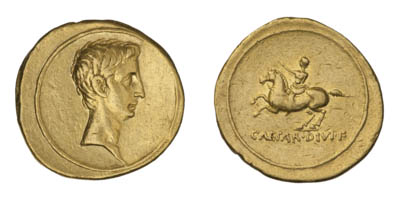
أغسطس على ظهر الخيل

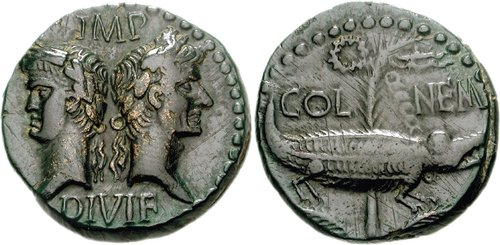
دوبونديوس سُك في نيم

في غياب وسائل الإعلام، أصبحت العملات المعدنية بمثابة أداة للدعاية السياسية. انتشارها الواسع، قيمتها، ومتانتها جعلها فعالة في نشر آراء الحاكم، أفكاره، وعظمته.
استهدفت العديد من أنواع العملات العمود الفقري للقوة الرومانية- الفيلق والمحاربين القدامى. تضمنت هذه الأعمال مواضيع عسكرية رمزية واحتفلت بالإنجازات التي حققها الجيش. لم يكن الإمبراطور رجل دولة فحسب، بل أيضًا القائد الأعلى للجيش. وللتأكيد على الوحدة مع الجيش، صُور أغسطس على ظهر الخيل أو في زي عسكري.
تُسلط العملات المعدنية التي سُكت في مدينة نيم، على وجه الخصوص، الضوء على الإنجازات التي حققها المحاربون القدامى في الماضي. يحمل وجه العملة صورًا لأغسطس وأغريبا، مع نقش "IMP DIVI F". يحمل ظهرها صورة تمساح مقيد بشجرة نخيل، يعلوه إكليل من الزهور وبراعم نخيل أسفله. يرمز النقش "COL NEM" إلى "Colonia Nemausus". خلّد هذا التصميم ذكرى قدامى المحاربين في الحملة المصرية، الذين حصل العديد منهم على منح أراضٍ في بلاد الغال في ناربون. تذكرنا صور النخيل والتمساح بمآثرهم الماضية.

### نوع "مقاطعة كابتا"

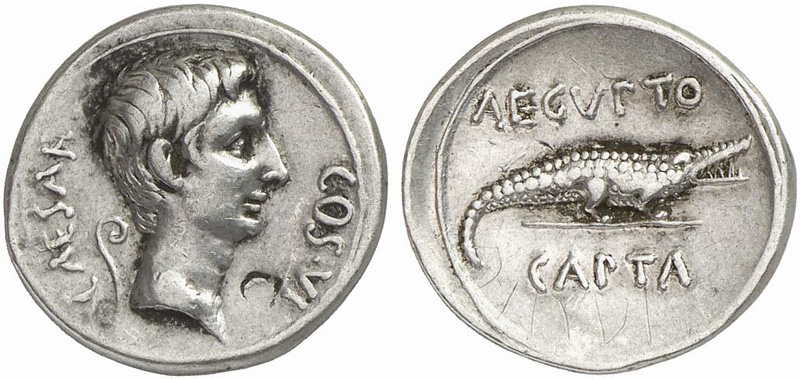
كابتا AEGVPTO

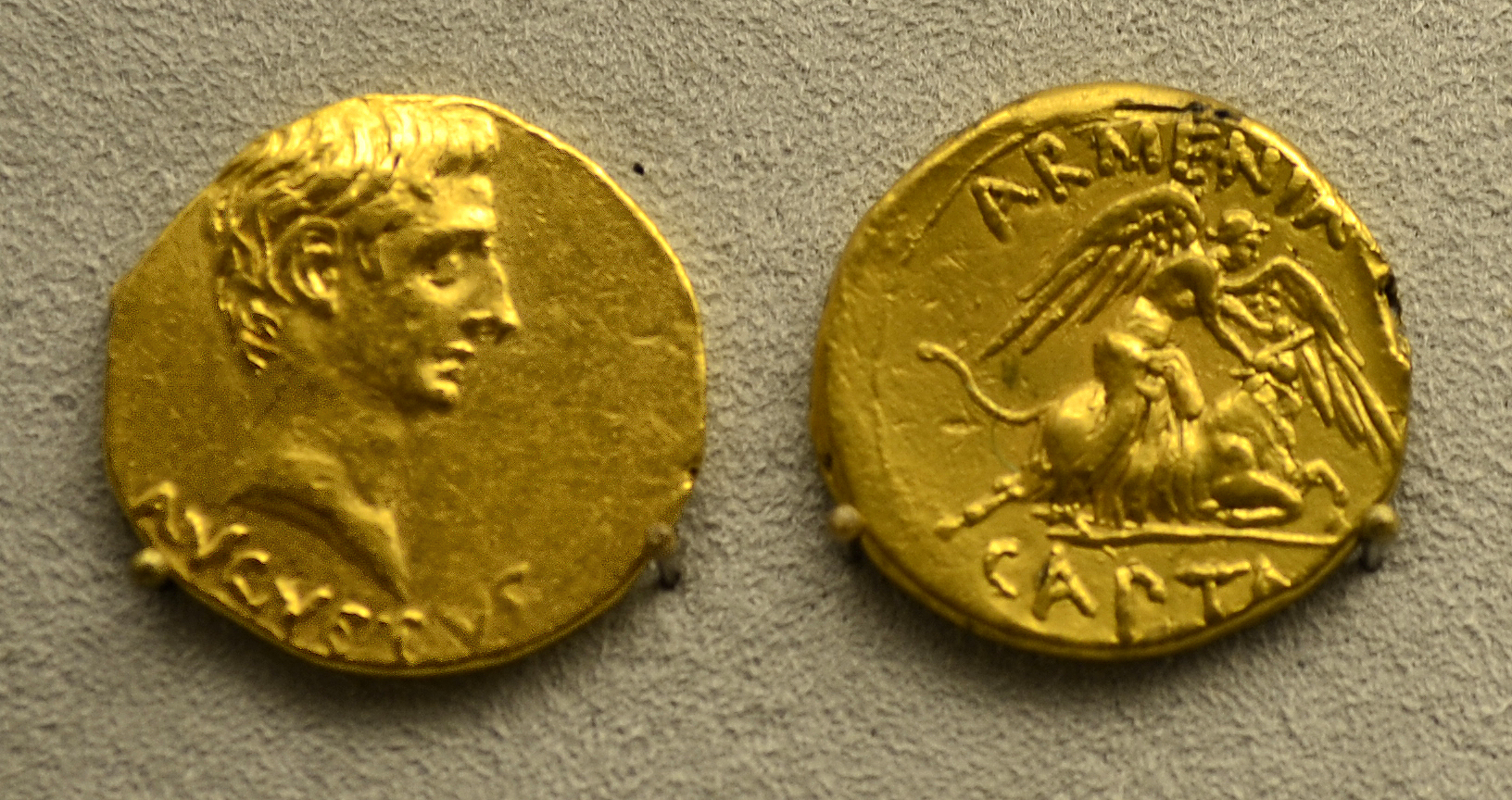
أرمينيا كابتا

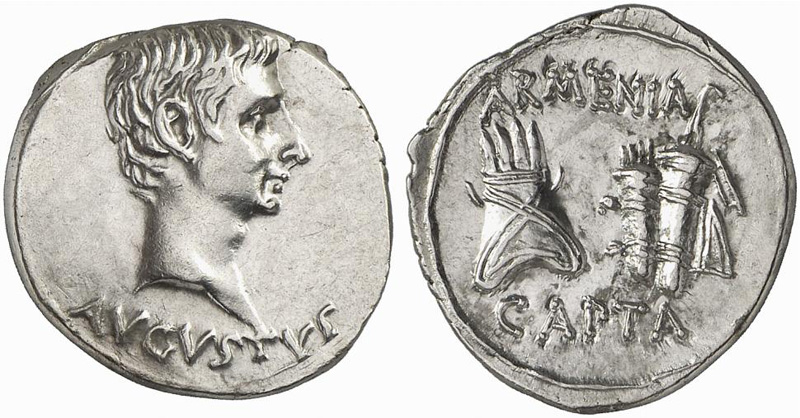
كابتا AEGVPTO

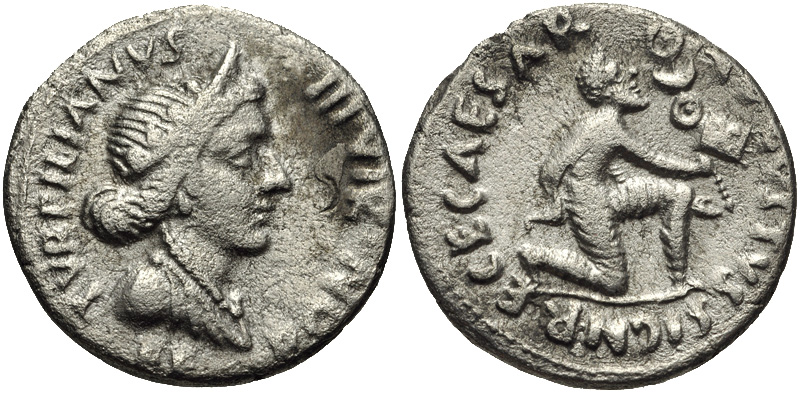
محارب بارثي راكع

سُكت مجموعة مميزة من العملات المعدنية لإحياء ذكرى فتح المقاطعات، تحمل اسم المقاطعة ونقوشًا مثل "كابتا"، "ديفيكتا"، "ريسبتا"، و"سوباكتا" أو "باكاتا". سلّطت هذه العملات الضوء على انتصارات روما العسكرية، وإن لم تكن تعكس الواقع دائمًا. بعد أن خسر حلفاء مارك أنطوني السلطة في آسيا الصغرى، تحالفت المقاطعة مع أغسطس، صدر كويناري خاصة. يظهر ظهر العملة المعدنية فيكتوريا واقفة على شجرة صوفية، محاطة بثعبانين، مع نقش "ASIA RECEPTA"، يدل على سيطرة أغسطس على آسيا، كما هو موضح على الوجه الأمامي. من المرجح أن هذه العملات المعدنية قد سُكّت عندما تحرك أغسطس وقواته عبر آسيا وسوريا باتجاه مصر، حيث فر مارك أنطوني وكليوباترا.
في عام 30 قبل الميلاد، وبعد وفاة كليوباترا وقيصرون، أصبحت مصر مقاطعة رومانية تحت حكم حاكم إمبراطوري عينه أغسطس. انعكس هذا الإنجاز على الديناري من 29 إلى 27 قبل الميلاد، ونقش عليه "AEGVPTO CAPTA" ("مصر محتلة").
سُكت العملات اللاحقة في هذه السلسلة بعد حملة تيبيريوس في أرمينيا في عام 20 قبل الميلاد، التي أعادت تيغرانس الثالث الموالي للرومان إلى العرش. على الرغم من أن النجاحات الرومانية ضد الإمبراطورية البارثية للسيطرة على أرمينيا كانت مؤقتة، احتفل بها على العملات المعدنية مع نقش مثل "ARMENIA CAPTA"،  "ARMENIA RECEPTA"، وغيرها من العملات التي تتضمن هذه العبارات. كما ركزت الدعاية أيضًا على الانتصارات على البارثيين من خلال نقوش مثل "PARTHICIS RECEPTIS" واختصاراتها، بالإضافة إلى تصوير محارب بارثي (أو أرمني) راكعًا.

### أعداد نصريّة تحتفل بالانتصارات الرومانية

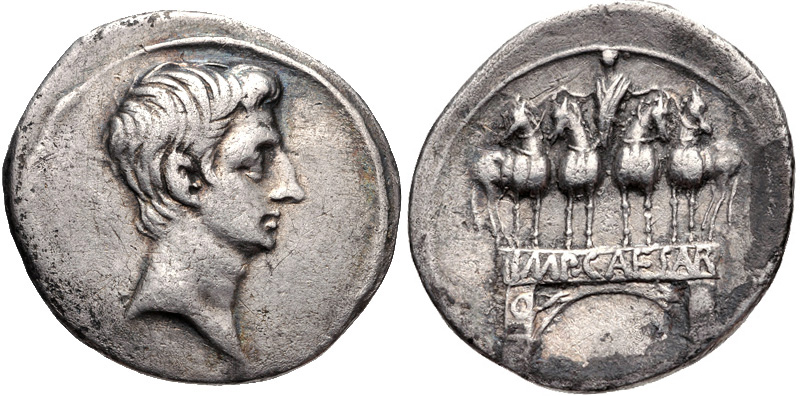
قوس أغسطس

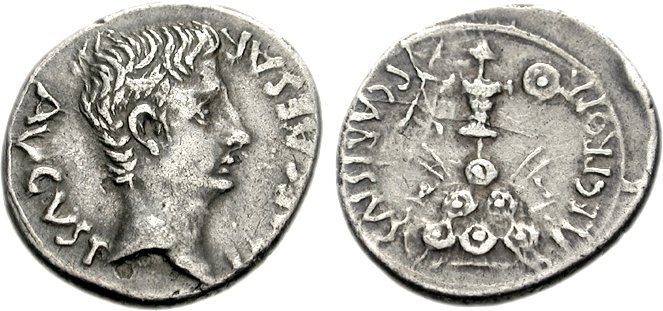
الجوائز الإسبانية

صورت جميع النجاحات العسكرية الكبرى تقريبًا على العملات المعدنية. وإحياء ذكرى الانتصار على ماركوس أنطونيوس وكليوباترا في معركة أكتيوم على العديد من العملات المعدنية: أغسطس مع بارازونيوم ورمح يقف على عمود أمامي؛ الجوائز البحرية والعسكرية على مقدمة السفينة؛ وفيكتوريا على مقدمة السفينة مع إكليل وفرع نخيل، مع أغسطس في عربة نصر على العكس. تتميز إحدى العملات النقدية البارزة بقوس أغسطس، الذي بُني لإحياء ذكرى انتصار أكتيوم، مما يوفر نظرة ثاقبة على تصميمه.
تشمل العملات التذكارية أيضًا التي تصور الجوائز من حروب كانتابريا، مثل الخوذات، الدروع، الرماح، الدروع، وأكوام الأسلحة.

### نوع "Princeps iuventutis" وتصوير الورثة

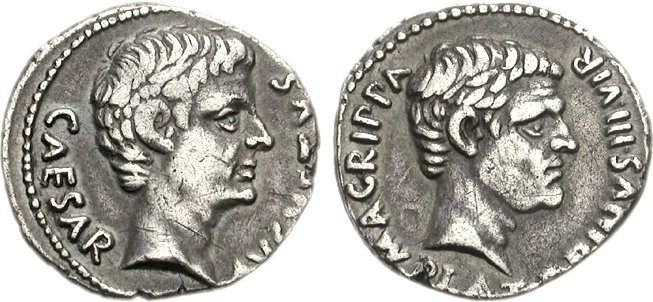
أغسطس وأغريبا

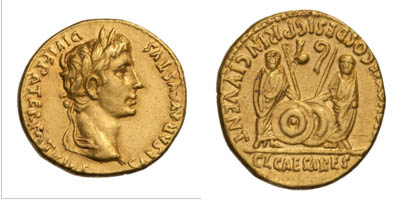
نوع برينسيبس يوفينتوتيس

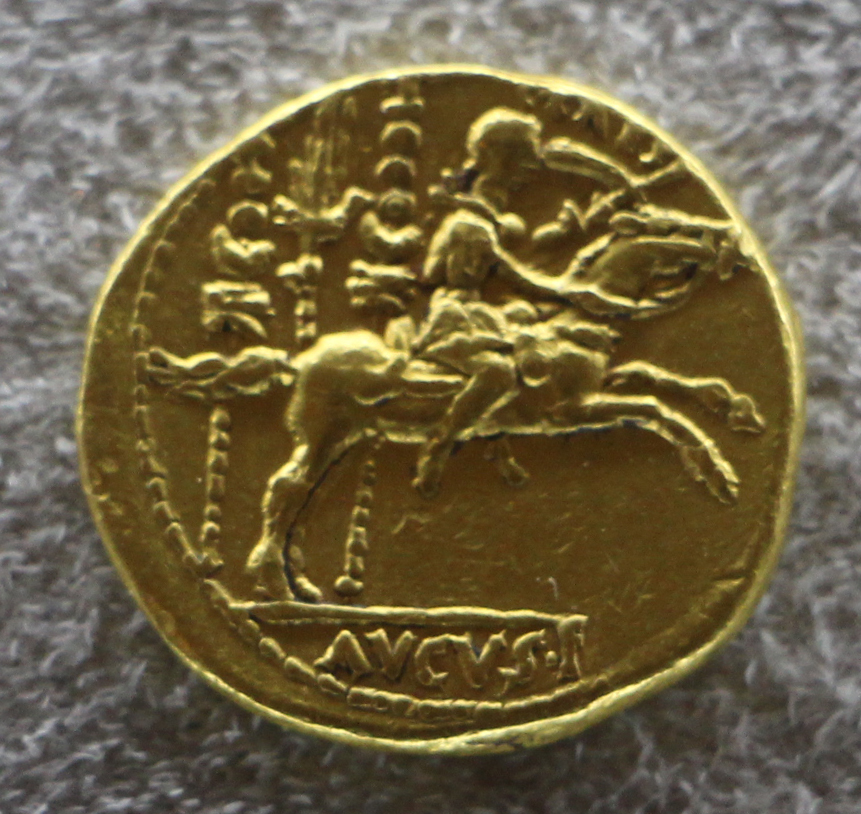
غايوس قيصر على ظهر الخيل

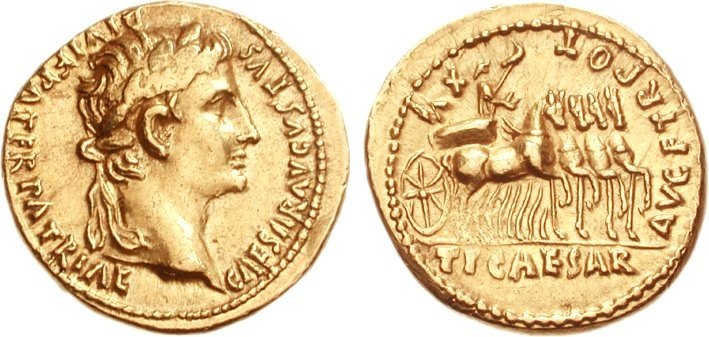
تيبيريوس

منذ عهد أغسطس، بدأت ممارسة تصوير الورثة على العملات المعدنية، مما أدى إلى تعريف الجمهور بالحكام المستقبليين المحتملين. حتى وفاته في عام 12 قبل الميلاد، كان صديق أغسطس وحليفه أجريبا وريثه. تظهر على العديد من العملات المعدنية، إلى جانب تلك التي سُكت في نيم، صورة أجريبا. مُنح لقب "Princeps iuventutis" ("زعيم الشباب") للعضو الأصغر في العائلة الإمبراطورية، الوريث المفترض. بعد وفاة أغريبا، أصبح أحفاد أغسطس وأبناؤه المتبنون، غايوس، ولوسيوس قيصر، ورثة. صورت صفاتهم- درع فضي ورمح - على العملات المعدنية. تُظهر بعض أنواع العملات المعدنية غايوس قيصر على ظهر حصان.
لم يُمنح لقب "زعيم الشباب" أي صلاحيات إضافية. في سن الخامسة عشر، عُين غايوس ولوسيوس قناصلاً. أشركهم أغسطس في شؤون الدولة منذ صغرهم. على العملات المعدنية مثل الديناري والأوري، وتصويرهم وهم يحملون دروعًا مع رمحين خلفهم ووعاء للتضحية (سيمبولوم) وليتوس أعلاه. تُرجم النقش"C • L • CAESARES • AVGVSTI • F • COS • DESIG • PRINC • IVVENT •" إلى "غايوس ولوسيوس قيصران، ابنا أغسطس، قنصلان مُعيّنان، وقائدان للشباب". تشير أدوات العبادة إلى أنهما كانا يُمارسان التكهنات. تشمل العملات المعدنية التي تحمل صورة غايوس ولوسيوس ميداليات ذهبية نادرة بأربعة ميداليات، يزيد وزنها عن 30 غرامًا. انتج تقليد لهذه الديناري في منطقة القوقاز ومنطقة الراين والدانوب، كانت النسخ القوقازية بدائية وتخطيطية. يقترح البعض أن هذه العملات تُسك بكميات كبيرة للتجارة مع الدول الشرقية، بما في ذلك الهند.
بعد وفاة غايوس ولوسيوس، أصبح تيبيريوس وريث أغسطس. صدرت عملات معدنية تصور تمثال نصفي له أو يصوره وهو يقود عربة رباعية منتصرة مع صولجان في السنوات الأخيرة من حياة أغسطس.

### نوع "Debellator"

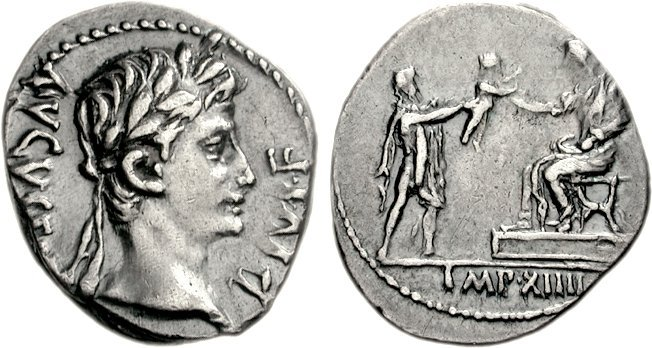
أغسطس يتلقى طفلاً من بربري

تُصوِّر العملات المعدنية المصنفة تحت فئة "Debellator" ("الفاتح" أو "المنتصر") القادة الرومان على أنهم منتصرون رحماء وسخيون. تُظهر هذه العملات المعدنية أغسطس جالسًا على كرسي كورول، وهو يتلقى طفلًا من بربري مهزوم.

## الزخارف الدينية على عملات أغسطس

### تأليه قيصر
تحمل معظم عملات أغسطس من فترة الحرب الأهلية، والعديد منها من عهد الإمارة، نقش "D(IVI) F(ILIO)." يظهر في بعضها صورة "يوليوس الإلهي"، مما يؤكد الصلة بين الثلاثي والإمبراطور الشاب وأبيه "الإلهي".

### أغسطس ونوما بومبيليوس
وضع أغسطس أهمية كبيرة على الطوائف الدينية التقليدية. عضوًا في العديد من الكليات الكهنوتية، كان بمثابة quindecimvir sacris faciundis ،epulone ،Arval Brother ،Fetial، و Pontifex Maximus. تُسلط العملات المعدنية التي تحمل صورة أغسطس على أحد وجهيها والملك شبه الأسطوري نوما بومبيليوس على الجانب الآخر الضوء على أوجه التشابه بين الإمبراطور والملك المؤله، تصور أغسطس باعتباره "نوما الجديد".

### الآلهة على عملات أغسطس

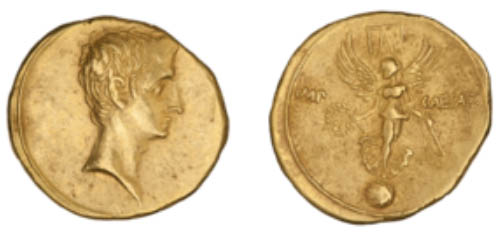
فيكتوريا

تتضمن عملات أغسطس آلهة البانثيون الروماني. بعضها يُعتبر قياسيًا للعملات الرومانية، وبعضها الآخر يخص رعاة أغسطس، وبعضها مرتبط بالعبادة الإمبراطورية الناشئة.
ظهرت إلهة النصر فيكتوريا على العملات الرومانية في وقت مبكر من عام 269 قبل الميلاد، كانت عنصراً أساسياً في العملات المعدنية مثل الفيكتوريات والكويناري. تظهر صورتها على العديد من عملات أغسطس.

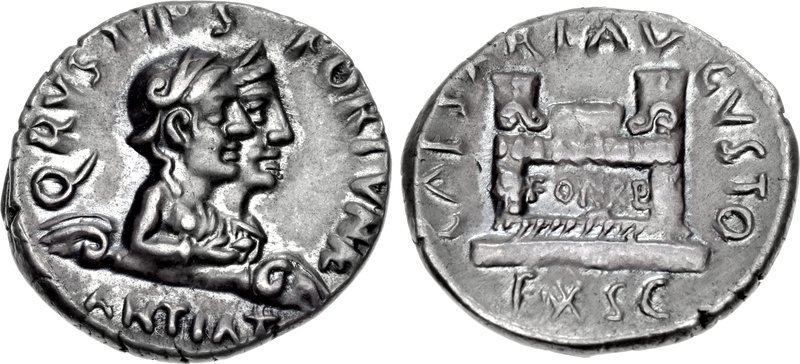
فورتونا فيليكس وفورتونا فيكتريكس

يظهر إله الحرب مارس وتجسيد السلام باكس بشكل متكرر على عملات أغسطس. يرمز السلام إلى السلام والاستقرار الذي طال انتظاره وتحقق في عهد أغسطس. يظهر Pax على العملات المعدنية التي سُكت بعد انتصار أكتيوم، مع نقش الوجه "IMP CAESAR DIVI F COS VI LIBERTATIS PR VINDEX" ("المدافع عن حرية الشعب الروماني")، مما يؤكد على النسب الإلهي لأغسطس، إحلال السلام، وحماية الحرية الرومانية.
تسيطر فينوس، راعية عائلة جوليان، على العملات المعدنية التي تعود إلى ما قبل عصر أكتيوم، لكنها تظهر أيضًا في وقت لاحق. في عام 19 قبل الميلاد، في عهد التاجر كوينتوس روستيوس، ظهر الديناري والأوري في فورتونا فيليكس وفورتونا فيكتريكس.

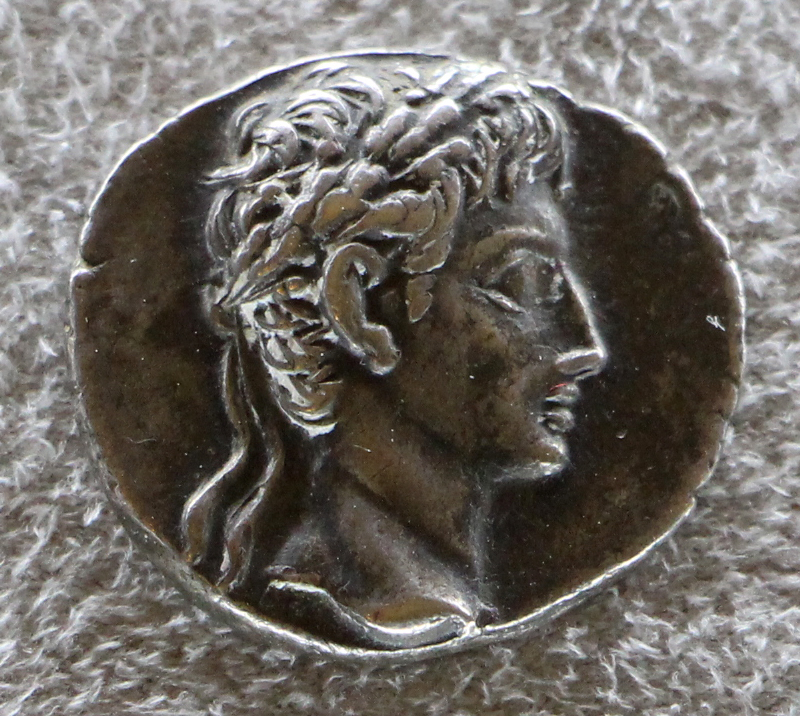
أغسطس في دور أبولو

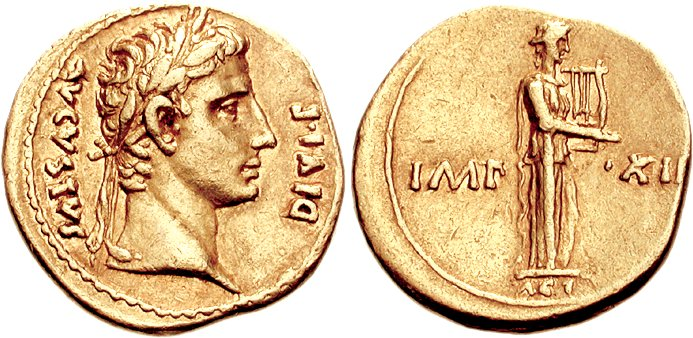
أبولو أكتيوس

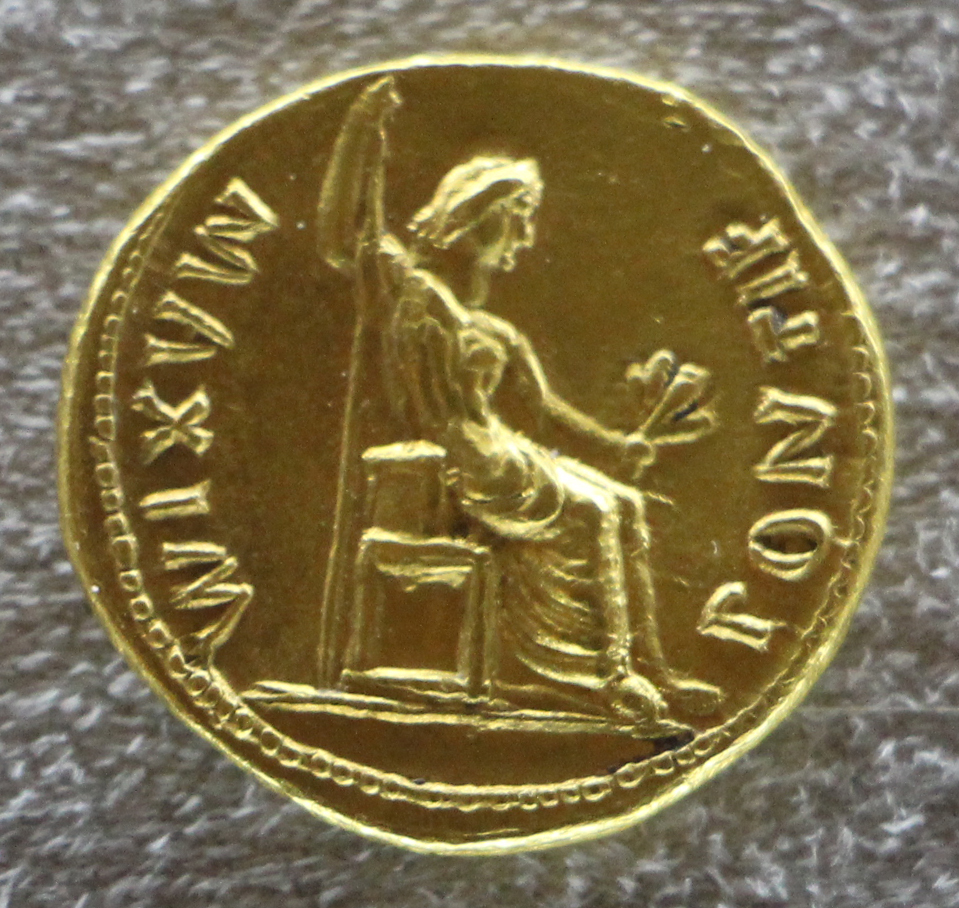
زوجة أغسطس ليفيا بدور باكس

تصور بعض العملات المعدنية آلهة تحمل ملامح أغسطس أو عائلته، وهي ممارسة متجذرة في التقاليد الهلنستية. في الإمبراطورية الشرقية، استمدت عبادة أغسطس من التقاليد القديمة. تصور العملات المعدنية أغسطس بملامح أبولو، أو أبولو بملامح أغسطس. أبولو محوريًا في البانثيون الروماني، واعتبره أغسطس راعيه في معركتي فيليبي وأكتيوم. صدرت عملات معدنية تحمل صورة أبولو مع الاختصار "ACT" ("Actian") عدة مرات. كما تصور العملات المعدنية ابنة أغسطس جوليا في صورة ديانا وزوجته ليفيا في صورة باك.

### أدوات الكهنة على العملات المعدنية

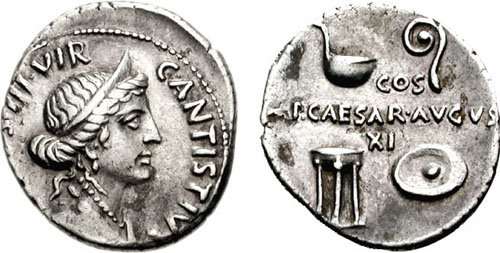
فينوس على الوجه، والأدوات الكهنوتية (ليتوس ، سيمبولوم ، باتيرا ، وحامل ثلاثي الأرجل) على الخلف

انعكست الأنشطة الدينية لأغسطس، باعتباره عرافًا وحبرًا أعظم، على العملات المعدنية. تُصور هذه الصور مشاهد الحرث الطقسي للإمبراطور والسمات الكهنوتية مثل عصا التأبين lituus و simpulum و patera وغيرها.

### عبادة المعايير المقدسة والنسور الفيلقية
المعايير العسكرية، مثل علم الفيلق، علم فيكسيلوم، علم لاباروم، وعلم مانيبيولار، مقدسة لدى الرومان. اعتبرت خسارتهم بمثابة عار. في عام 20 قبل الميلاد، أجبر تيبيريوس، ابن زوج أغسطس، الملك البارثي فراتس الرابع على إعادة الرايات والسجناء الذين أسرهم خلال الحملات الفاشلة التي شنها كراسوس في عام 53 قبل الميلاد، لوسيوس ديسيديوس ساكسا في عام 40 قبل الميلاد، ومارك أنطوني في عام 36 قبل الميلاد. إحياء ذكرى هذا الحدث على العملات المعدنية التي تحمل نقش "Signis receptis" أو أحد البارثيين يسلم الراية.

### الجدي والأجرام السماوية على عملات أغسطس

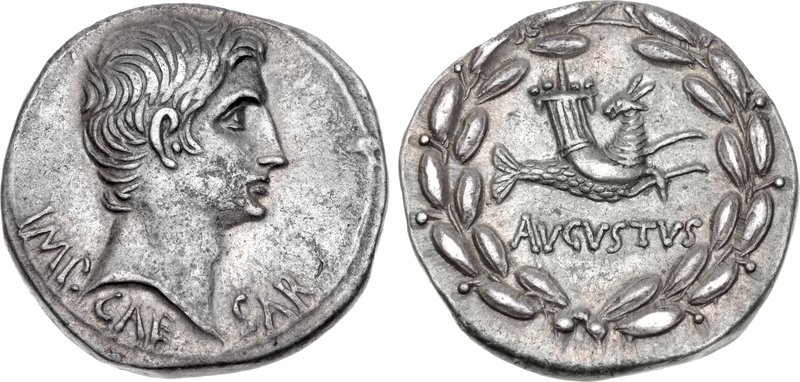
بُرْجُ الجَدْي

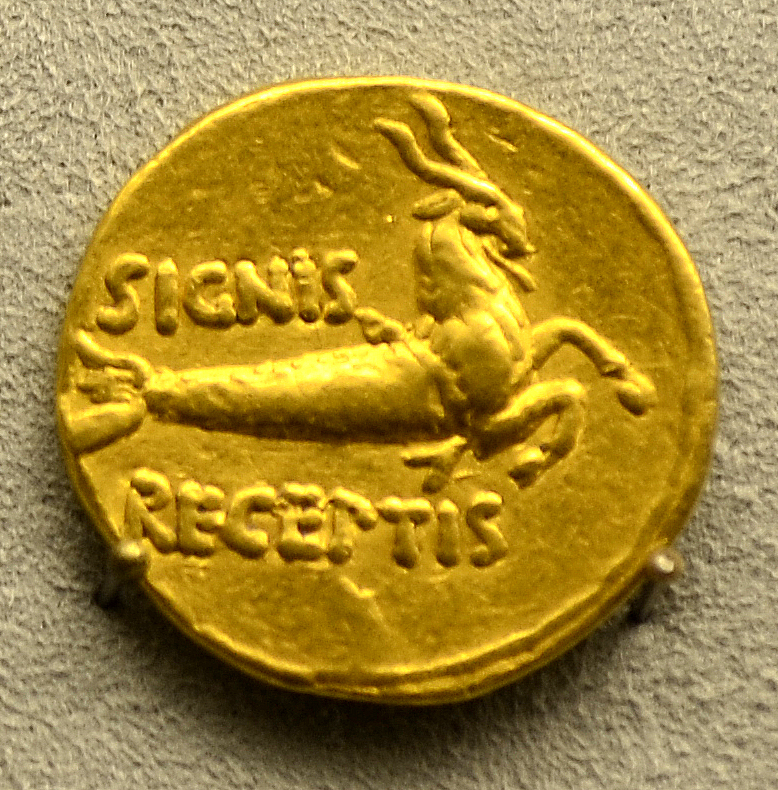
بُرْجُ الجَدْي. علامة الاستقبال

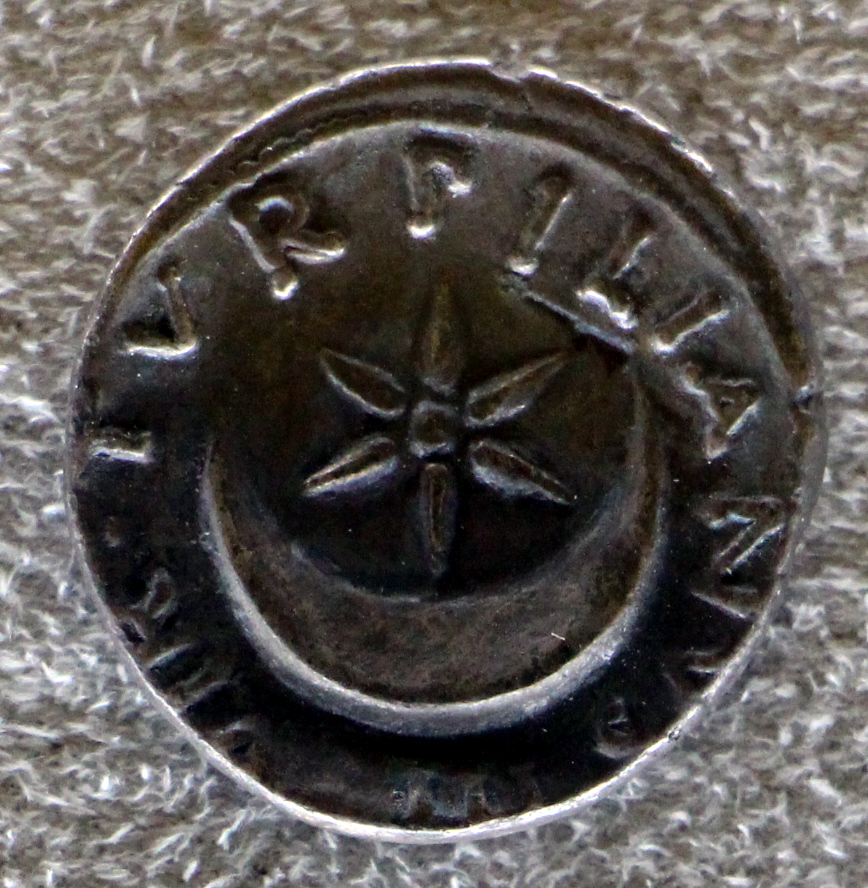
القمر والنجم

يروي سويتونيوس أثناء إقامة أغسطس في أبولونيا، زار هو وأغريبا مرصد عالم الفلك ثيوجينيس. في البداية كان أغسطس مترددًا في الكشف عن ساعة ميلاده، خوفًا من التنبؤ الأقل ملاءمة من أغريبا، لكنه امتثل في النهاية. أدرك ثيوجينيس مصيره، مما دفع أغسطس إلى نشر العلامات السماوية لميلاده وإصدار عملة فضية تحمل برج الجدي، علامة ميلاده. لاحظ عالم الفلك يوهانس كيبلر (1571-1630) تناقضًا مع بيان سويتونيوس بأن أغسطس ولد في 23 سبتمبر في عهد القنصلين ماركوس توليوس شيشرون وجايوس أنطونيوس. قد يكون ارتباط أغسطس بالجدي مرتبطًا بحمله، إصلاحات التقويم، موضع القمر، أو ببساطة الخرافات الشخصية.
صُور الجدي بمفرده أو مع قرن الوفرة و/أو الكرة الأرضية، رمزًا إلى الأبدية. عملة واحدة تجمع برج الجدي مع برج الشفق. وفقًا لما ذكره إم جي أبرامزون، فإن النجوم، المذنب، والقمر على العملات المعدنية تروج لـ "العصر الذهبي" الذي بدأه أغسطس والعظمة الأبدية للإمبراطور والإمبراطورية الرومانية.

## المعالم المعمارية على عملات أغسطس
العملات المعدنية التي تحمل صور المعابد والكنائس وغيرها من المباني جزءًا من الدعاية الإمبراطورية، مما عزز "الأسطورة الرومانية". تُعد هذه الصور النقدية قيّمة للمؤرخين والمهندسين المعماريين في إعادة بناء مظهرها.
تُصور العملات المعدنية معابد المريخ المنتقم، جوبيتر تونانس، جوبيتر أوليمبيوس، ديانا، وروما وأغسطس.
تصوير مارس المنتقم هو بمثابة الوفاء بعهد أغسطس خلال حملة فيليبي للانتقام لقتلة قيصر. تُظهر العملات المعدنية التي يعود تاريخها إلى الفترة ما بين 19 و18 قبل الميلاد مارس المنتقم في معبده الذي كرُس في عام 2 قبل الميلاد في منتدى أغسطس. يقترح عالم العملات البريطاني هارولد ماتينجلي أن هذه العملات قد تصور معبدًا آخر للمريخ على تلة الكابيتولين.
بناء معبد جوبيتر تونانس على تلة الكابيتولين من قِبل أغسطس لإحياء ذكرى هروبه من ضربة صاعقة قتلت عبدًا يحمل شعلة. تُصور العملة المعدنية معبدًا بستة أعمدة ومنصة ذات ثلاث درجات، تحتوي على تمثال لكوكب المشتري مع صولجان وصاعقة.
يُشير تصوير معبد جوبيتر أوليمبيوس في أثينا، الذي بدأ في القرن السادس قبل الميلاد واكتمل في القرن الثاني الميلادي، إلى تقدم كبير في عهد أغسطس.
معبد روما وأغسطس في أفسس مركزًا دينيًا وسياسيًا في مقاطعة آسيا، وصُور لاحقًا على عملات أباطرة آخرين.
صُورت أيضًا المذابح، مثل تلك المخصصة لروما وأغسطس في لوجدونوم، بما في ذلك مذابح فورتونا ريدوكس، بروفيدينتيا، ديانا، وروما وأغسطس. تُظهر النقوش الحجرية من عام 28 إلى 27 قبل الميلاد مذبح ديانا مع غزالتين.
ظهرت على العملات المعدنية أيضًا أقواس النصر التي تحيي ذكرى الانتصارات العسكرية. تُصور بعض العملات المعدنية أسوار المدينة أو مناظر بانورامية للمدينة.

## اللقب على عملات أغسطس
بعد تأليه قيصر، أصبح أغسطس "ابن الإله"، وهو ما انعكس على العملات المعدنية. في عام 27 قبل الميلاد، مَنحه مجلس الشيوخ تكريمات، بما في ذلك اسم "أغسطس"، مما جعل اسمه الرسمي الكامل "الإمبراطور قيصر أغسطس، ابن الإله" (Imperator Caesar Augustus divi filius)، أو ببساطة قيصر أغسطس.
تساعد نقوش العملات المعدنية في تحديد تاريخ القضايا. في العملات الإمبراطورية الرومانية، العملات التي تحمل "IMP X" (التي تشير على الأرجح إلى السنة العاشرة من حكم أغسطس) يرجع تاريخها إلى 15-13 قبل الميلاد؛ "IMP XI" إلى 12 قبل الميلاد؛ "IMP XII" أو "TR POT XIII" (السلطة التريبونية، السنة الثالثة عشر) إلى 11-10 قبل الميلاد؛ "TR POT XVI" إلى 8-7 قبل الميلاد، "IMP XIIII" إلى 8 قبل الميلاد؛ "TR POT XVII" إلى 7-6 قبل الميلاد؛ "TR POT XXIIII" إلى 1-2 بعد الميلاد؛ "TR POT XXV" إلى 2-3 بعد الميلاد؛ "TR POT XXVII" إلى 4-5 بعد الميلاد؛ و "TR POT XXVIIII" و"TR POT XXX" و"TR POT XXXI" إلى 6-9 م.
في 5 فبراير 2 قبل الميلاد، حصل أغسطس على لقب "أبو الوطن" (pater patriae أو parens patriae)، وهو ما انعكس أيضًا على العملات المعدنية.
تُشير بعض العملات المعدنية إلى الأدوار الدينية لأغسطس باعتباره نذيرًا وبونتيفيكس مكسيموس. خلال فترة وجيزة من الاتفاق مع مارك أنطوني، تُشير العملات المعدنية إلى دور أغسطس كبابا. العملات الأفريقية من 31 إلى 29 قبل الميلاد تحمل نقش "AVGVR PONTIF".

## العملات الإقليمية

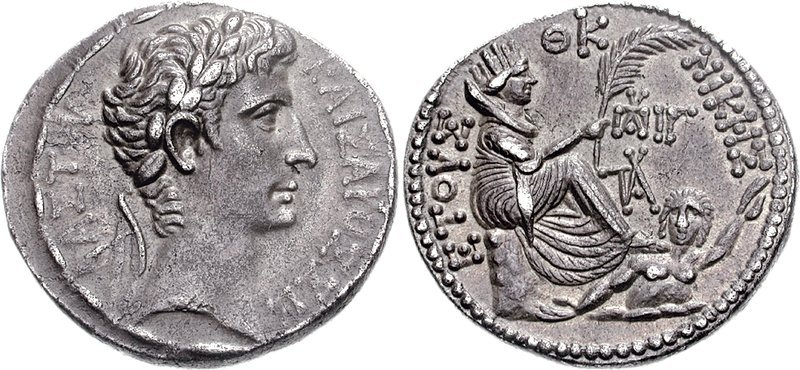
عملة رباعية دراخما من عام 2 ميلادي سُكّت في أنطاكية

بالإضافة إلى العملات الإمبراطورية، سكت الإمبراطورية الرومانية عملات إقليمية. على عكس العملات الإمبراطورية، لم يكن إصدارها خاضعًا لتنظيم السلطات المركزية أو الأفراد المعتمدين من الإمبراطور. كانت العملات الإقليمية حيوية للتداول المحلي، وغالبًا ما تحاكي الوحدات المحلية التقليدية مثل التترادراخما في شرق البحر الأبيض المتوسط، لتوفير القليل من التغيير.
مصطلح "العملات الإقليمية" غامض. في عام 1930، حدد كورت ريجلينج السمة الأساسية لهذه الوثائق بأنها صدرت من قِبل كيانات شبه مستقلة وليس من قِبل السلطات الرومانية. يثير تساؤلات، إذ إن تحديد نفوذ الحكام الرومان على القضايا المحلية غالبا ما يكون أمرًا صعبًا. من المرجح أن يكون المحافظون قد أشرفوا على دور سك العملة الإقليمية إلى حد ما. تتميز العديد من العملات الإقليمية بصورة الإمبراطور، على عكس العملات الإمبراطورية التي سُكت في روما. بالنسبة لغير المتخصصين، فإن التمييز بين العملات الإقليمية والإمبراطورية يكون أسهل من خلال الرجوع إلى كتالوجات مثل العملات الإمبراطورية الرومانية أو العملات الإقليمية الرومانية. تظهر بعض العملات المعدنية، مثل السيستوفوري والعملات الصادرة من كولونيا سيزاروغوستا، في كليهما، مما يُشير إلى الخصائص الإمبراطورية والإقليمية وعدم وجود معايير تصنيف واضحة.

## التداول النقدي في الإمبراطورية الرومانية في عهد أغسطس
رغم أن أغسطس لم يُقدم أي عناصر جديدة جوهرية في إصدار العملات أو تداولها مقارنة بالجمهورية الرومانية، فقد أسس نظاماً نقدياً قوياً حافظ على نسب ثابتة بين الفئات لمدة قرنين من الزمان تقريباً. اعتمدت الإمبراطورية نظامًا ثنائي المعدن من الفضة والذهب إلى جانب العملات المعدنية الأساسية، تُحدد قيمتها الدولة.
إحدى السمات الرئيسية للتداول النقدي في عهد أغسطس، أول إمبراطور روماني، هي التعايش بين العملات الإمبراطورية والإقليمية. إصدار العملات الإمبراطورية تحت سيطرة الدولة أو الأفراد المعتمدين من الإمبراطور، في حين كانت العملات الإقليمية تصدرها السلطات المحلية تحت إشراف الحكام الرومان. كانت العملات الذهبية حصرية للإمبراطورية، في حين العملات الصغيرة إقليمية في الغالب. كان النحاس بمثابة عملة ورقية، تداولت في روما، إيطاليا، بلاد الغال، آسيا، سوريا، ومصر الرومانية. في مناطق أخرى، كانت العملات الإقليمية بمثابة عملات معدنية صغيرة.
سُكت العملات الفضية على أنها إمبراطورية وإقليمية. يختلف التداول النقدي بين المناطق الغربية والشرقية للإمبراطورية. وفي المناطق المحتلة مثل بلاد الغال، إسبانيا، وبريطانيا، كانت الأنظمة النقدية متخلفة، في حين كانت اليونان وآسيا تتمتعان بتقاليد عمرها قرون. جلبت التجارة الشرقية مع الإمبراطورية البارثية البضائع من الهند. وهكذا، في الإمبراطورية الشرقية، كانت العملات المعدنية الرباعية الدراخما والسيستوفوري (ما يعادل ثلاثة ديناري) متداولة جنبًا إلى جنب مع الديناري والأوري، تتميز السيتوفوري بخصائص إمبراطورية وإقليمية.

## فهرس
- Abramzon، M. G. (1995). Coins as a Means of Propaganda for the Official Policy of the Roman Empire. Moscow: Russian Academy of Sciences, Institute of Archaeology. ص. 656. ISBN:5-7114-0063-0.
- Abramzon، M. G. (1992). The Formation of the Imperial Cult in Ancient Rome (Based on Numismatic Evidence). Dissertation Abstract for the Degree of Candidate of Historical Sciences (ط. 100). Moscow: MPGU named after V. I. Lenin Printing House. ص. 16.
- Obverse and Reverse of History. Moscow: International Numismatic Club. 2016. ص. 216. ISBN:978-5-9906902-6-4.
- Octavian Augustus (1985). "Deeds of the Divine Augustus". في Nemirovsky A. I., Dashkova M. F. (المحرر). "Roman History" by فيليوس باتركولوس. Voronezh: Voronezh University Publishing House. ص. 211.
- Suetonius (1933a). "Divine Julius". The Lives of the Twelve Caesars. Moscow—Leningrad: Academia.
- Suetonius (1933b). "Divine Augustus". The Lives of the Twelve Caesars. Moscow—Leningrad: Academia.
- Zvarich، V. V. (1980). Numismatic Dictionary (ط. 4th). Lviv: Vyshcha Shkola. مؤرشف من الأصل في 2025-07-09.
- Zograf، A. N. (1951). Ancient Coins (ط. 4000). Moscow, Leningrad: USSR Academy of Sciences Publishing House. ص. 265.
- Kazmanova، L. N. (1969). Introduction to Ancient Numismatics (ط. 6800). Moscow: Moscow University Publishing House. ص. 303.
- Mattingly، Harold (2005). Coins of Rome from Ancient Times to the Fall of the Western Empire. Collector’s Books. ISBN:1-932525-37-8.
- Amandry، M. (2012). "Chapter 21. The Coinage of the Roman Provinces through Hadrian". في Metcalf, W. E. (المحرر). The Oxford Handbook of Greek and Roman Coinage. Oxford: University Press. ISBN:978-0-19-530574-6.
- Amandry، M.؛ Burnett، A.؛ Carradice، I.؛ Ripollès، P. P.؛ Butcher، M. S. (2014). Roman Provincial Coinage Supplement 3. New York: The American Numismatic Society. ISBN:978-0-89722-333-1.
- Crawford، M. H. (1978). "Ancient Devaluations: A General Theory". Publications de l'École Française de Rome. ج. 37 ع. 1: 147–158. ISBN:2-7283-0449-1. مؤرشف من الأصل في 2025-06-20.
- Crawford، M. H. (1985). "Chapter 17. The Emperor Augustus". Coinage and Money under the Roman Republic. Berkeley and Los Angeles: University of California Press. ص. 256–280. ISBN:0-520-05506-3.
- Cunz, Rainer (1998). Historical Commission for Lower Saxony and Bremen (ed.). "God's Friend, the Priests' Enemy. On the Propaganda Coins of "Mad Christian"". Niedersächsisches Jahrbuch für Landesgeschichte (بالألمانية). Hannover: Verlag Hahnsche Buchhandlung. 70: 347–362. ISSN:0078-0561. Archived from the original on 2018-06-17.
- Depeyrot، Georges (2006). Roman Coinage: 211 BC – 476 AD. Editions Errance. ص. 212. ISBN:2877723305.
- Harl، K. W. (1996). Roman Economy, from 300 BC to AD 700. Baltimore and London: Johns Hopkins University Press. ISBN:0-8018-5291-9. مؤرشف من الأصل في 2023-09-27.
- Howgego، Christopher (1994). "Coin Circulation and the Integration of the Roman Economy". Journal of Roman Archaeology. ج. 7: 5–21. DOI:10.1017/S1047759400012472. مؤرشف من الأصل في 2018-07-02.
- C. H. V. Sutherland and R. A. G. Carson (1984). The Roman Imperial Coinage. London—Oxford: Spink & Son LTD. ج. I. ISBN:0-907605-09-5.
- Sutherland، C. H. V. (1945). "The Gold and Silver Coinage of Spain under Augustus". The Numismatic Chronicle and Journal of the Royal Numismatic Society, Sixth Series. ج. 5 ع. 1/2: 58–78.
- Sydenham، E. A. (1920). "The Coinages of Augustus". The Numismatic Chronicle and Journal of the Royal Numismatic Society. ج. 20: 17–56. JSTOR:42663784.